# Konrad IV (tysk kung)
Konrad IV av Tyskland, född 25 april 1228 i Andria i Apulien, död 21 maj 1254 i Lavello nära Melfi, var kung av kungadömet Jerusalem (som Konrad II; 1228–1254), av kungadömet Sicilien (som Konrad I; 1250–1254), och av Tysk-romerska riket (1237–1254).

## Biografi
Konrad var son till kejsar Fredrik II av Hohenstaufen i hans andra äktenskap, med kungariket Jerusalems arvtagare Jolanta eller Isabella II av Jerusalem, och valdes till romersk kung 1237 efter sin upproriske bror Henriks avsättning. Först efter 1245 började han dock personligen ta del i styrelsen. 
Han fick att kämpa mot den motkung som valts 1246, lantgreven Henrik Raspe, som i augusti 1246 slog honom mellan Main och Nidda, och dennes efterträdare, Vilhelm II av Holland; hjälp fann han hos städerna och hertig Otto II av Bayern. Efter sin faders död (1250) övergav Konrad striden i Tyskland för att rädda sitt arvrike Sicilien. Han drog 1251 till Italien, erövrade jämte sin halvbroder Manfred Apulien samt intog (10 oktober 1253) även Neapel. 
1254 blev han exkommunicerad av påven, och dog samma år av malaria. Då han avled, ämnade han i spetsen för en stor här återställa sitt välde i Tyskland. 
Han var sedan 1 september 1246 förmäld med Elisabet av Bayern, dotter till Otto II av Bayern, och efterlämnade en tvåårig son, Konradin.